# 江西囊瓣芹
江西囊瓣芹（学名：Pternopetalum kiangsiense）为伞形科囊瓣芹属的植物，是中国的特有植物。分布于中国大陆的广东、江西、四川、贵州、广西等地，生长于海拔1,000米的地区，多生于沟边或林下，目前尚未由人工引种栽培。